# Denzelle Good
Denzelle Good (Gaffney, 8 marzo 1991) è un ex giocatore di football americano statunitense che ha militato nel ruolo di offensive tackle nella National Football League (NFL). Fu scelto nel corso del 7º giro del Draft NFL 2015 dagli Indianapolis Colts. Al college ha giocato a football per Mars Hill.

## Carriera universitaria
Inizialmente Good frequentò l'Università statale della Carolina del Nord con una borsa di studio sportiva, ma venne svincolato come freshman redshirt nel 2010. Dunque frequentò la Mars Hill University dal 2012 al 2014.

## Carriera professionistica

### Indianapolis Colts
Good fu scelto nel corso del 7º giro (255º assoluto) nel Draft NFL 2015 dagli Indianapolis Colts. Firmò con i Colts il 6 maggio 2015. Good rimase inattivo per i primi undici turni della stagione per poi debuttare contro i Tampa Bay Buccaneers. Terminò la stagione 2015 con sei presenze delle quali quattro come titolare.
Nella stagione 2016 Good disputò dodici partite, dieci da titolare.
Good iniziò la stagione 2017 come offensive tackle destro. Il 13 settembre 2017, Good venne segnato nella lista degli infortunati. Fu attivato alla prima squadra il 9 novembre 2017. Terminò la stagione con sei presenze delle quali cinque da titolare.
Nel 2018, Good disputò due partite (una da titolare come tackle destro), per poi essere svincolato dalla squadra il 1º dicembre 2018. Durante la militanza con i Colts disputò 27 partite, 21 da titolare.

### Oakland/Las Vegas Raiders
Nel 2019 Good firmò con gli Oakland Raiders. Nel marzo del 2021 firmò un rinnovo contrattuale biennale del valore di 8,36 milioni di dollari. Il 25 luglio 2022 annunciò il proprio ritiro.